# 南湖大山早熟禾
南湖大山早熟禾（学名：Poa nankoensis）为禾本科早熟禾属下的一个种。